# Валя-Албе (Нямц)
Валя-Албе (рум. Valea Albă) — село у повіті Нямц в Румунії. Входить до складу комуни Резбоєнь.
Село розташоване на відстані 295 км на північ від Бухареста, 20 км на північний схід від П'ятра-Нямца, 80 км на захід від Ясс.

## Населення
За даними перепису населення 2002 року у селі проживали 452 особи, усі — румуни. Усі жителі села рідною мовою назвали румунську.